# Amba Mariam
Amba Mariam sau Makdala (gî'îz መቅደላ, Meḳdelā) este un oraș din Etiopia.